# Nantes Rezé Métropole Volley
O Nantes Rezé Métropole Volley é um clube de voleibol masculino francês fundado em 2006 e com sede nas cidades de Nantes e Rezé, no departamento de Loire-Atlantique. Atualmente o clube disputa a Marmara SpikeLeague, a primeira divisão do campeonato francês.

## Histórico
Oficialmente, do ponto de vista jurídico, o Nantes Rezé Métropole Volley é uma União de Grupos Desportivos (UGS) nascida em junho de 2006 a partir da junção das primeiras equipes masculinas de voleibol esportivo Ailes Bouguenais-Rezé (clube criado em 1952) e do Léo Sports Club, Lagrange Volleyball de Nantes (clube criado em 1964).
No final da temporada 2008–09, uma nova promoção traz o clube para a Ligue B, divisão em que joga apenas um ano, conquistando o título da competição na temporada 2009–10 e obtendo o direito de participar da primeira divisão francesa.
Após obter o terceiro lugar no final da temporada 2012–13, o clube garantiu classificação para participar pela primeira vez de uma competição continental, a Copa CEV de 2013–14. Perdendo as duas partidas para o italiano Piemonte Volley, o clube francês foi eliminado ainda na primeira fase. Com a eliminação prévia, o clube obteve direito a competir a Copa Challenge – terceira competição mais importante do continente europeu – onde foi semifinalista após ser superado pelo turco Fenerbahçe nas duas partidas das semifinais.
Na temporada 2016–17, conquistou o vice-campeonato da Copa da França após ser derrotado na final pelo GFC Ajaccio por 3 sets a 0. Sete anos após, disputando a segunda final da Copa da França de sua história, a equipe comandada pelo técnico Hubert Henno conquistou o título da Copa da França de 2023–24 ao derrotar o Montpellier HSC por 3 sets a 0.

## Títulos

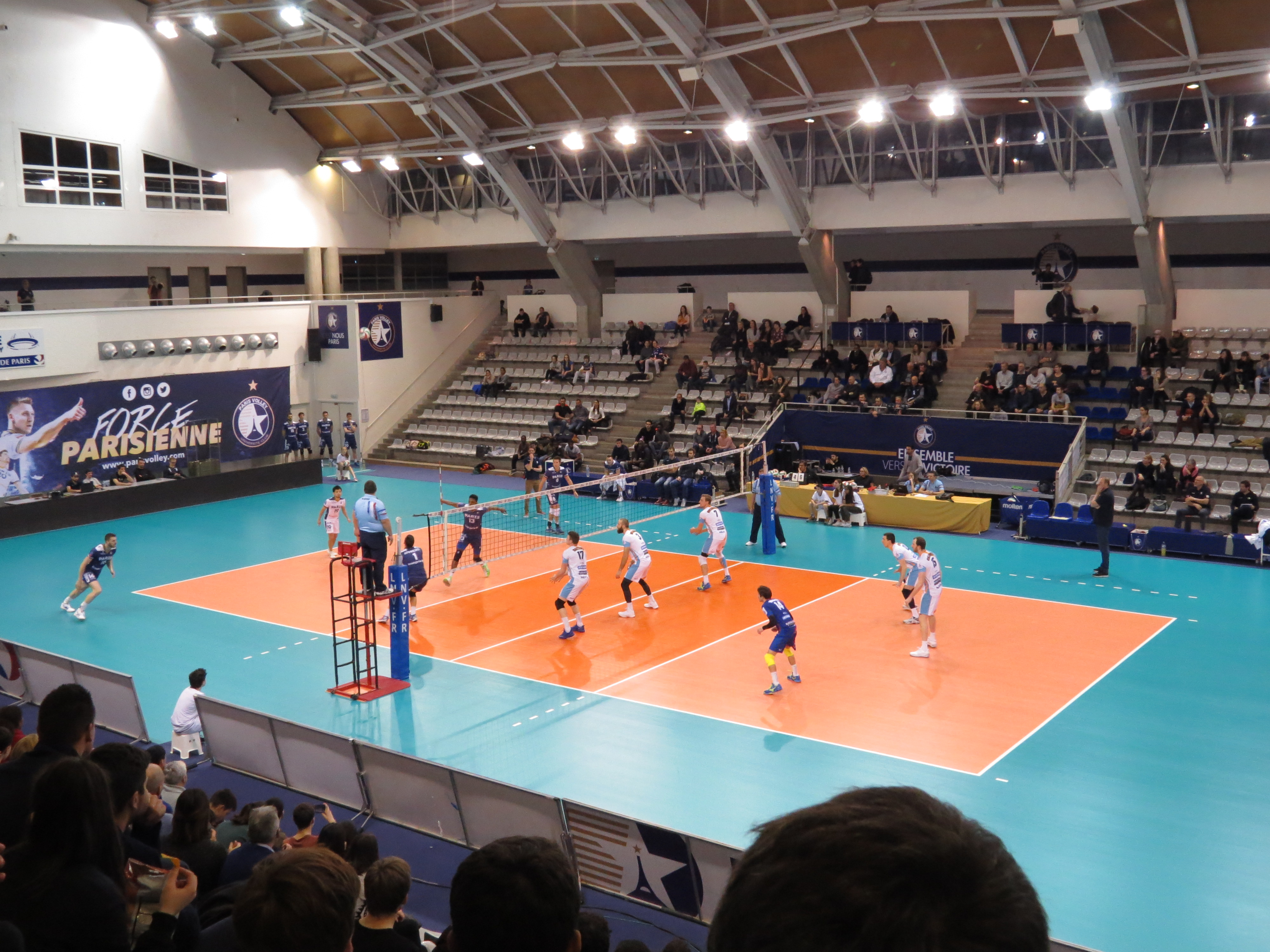
Partida entre o NRMV e o Paris Volley pelo Campeonato Francês, em fevereiro de 2017.

Copa da França
- Campeão: 2023–24
- Vice-campeão: 2016–17

 Campeonato Francês - Ligue B
- Campeão: 2009–10

## Elenco atual
Atletas selecionados para disputar a temporada 2022–23.
| Camisa                | Nome                | Altura (m) | Posição    |
| --------------------- | ------------------- | ---------- | ---------- |
| 1                     | Hugo de Leon        | 1,98       | Ponteiro   |
| 3                     | Anatole Chaboissant | 1,89       | Levantador |
| 4                     | Mathis Henno        | 1,95       | Ponteiro   |
| 5                     | Simon Magnin        | 2,04       | Central    |
| 7                     | François Huetz      | 2,00       | Central    |
| 8                     | Maxence Atia        | 1,96       | Ponteiro   |
| 9                     | Noah Thimalon       | 1,89       | Levantador |
| 11                    | Mamadou Bayo        | 2,02       | Central    |
| 13                    | Tanguy Lemeur       | 1,84       | Líbero     |
| 14                    | Romain Bonon        | 1,84       | Levantador |
| 15                    | Pétrus Montes       | 2,02       | Central    |
| 16                    | Chizoba Neves       | 2,00       | Oposto     |
| 17                    | Tomás López         | 1,99       | Oposto     |
| 19                    | Franco Massimino    | 1,77       | Líbero     |
| Técnico: Hubert Henno |                     |            |            |